# Бельгия на «Евровидении-1959»
Бельгия принимала участие в Евровидении 1959, проходившем в Каннах, Франция. На конкурсе её представлял Боб Бенни с песней «Hou toch van mij», выступавший под номером 11. В этом году страна заняла шестое место, получив 9 баллов. Комментаторами конкурса от Бельгии в этом году были Антон Питерс и Пол Херрмен, глашатаем — Боб Ван Бэл.

## Страны, отдавшие баллы Бельгии
Каждая страна имела жюри в количестве 10 человек, каждый человек мог отдать очко понравившейся песне.
| Отдали Бельгии… | Отдали Бельгии…      | Отдали Бельгии…   |
| 3 балла         | 2 балла              | 1 балл            |
| --------------- | -------------------- | ----------------- |
| Германия        | Великобритания Дания | Нидерланды Монако |

## Страны, получившие баллы от Бельгии
| 3 балла | Нидерланды                |
| 2 балла | Франция Великобритания    |
| 1 балл  | Германия Италия Швейцария |